# 孟菲斯商业呼声报
孟菲斯商业呼声报（The Commercial Appeal）是美國田纳西州孟菲斯及其周边都市区的一份日报。它由甘尼特公司所有。該報於19世紀由孟菲斯商业报和呼聲报合并而來。孟菲斯商业呼声报因反对三K党而獲得了1923年普立茲公共服務獎。2016年甘尼特收購該報。